# Złe wychowanie Cameron Post

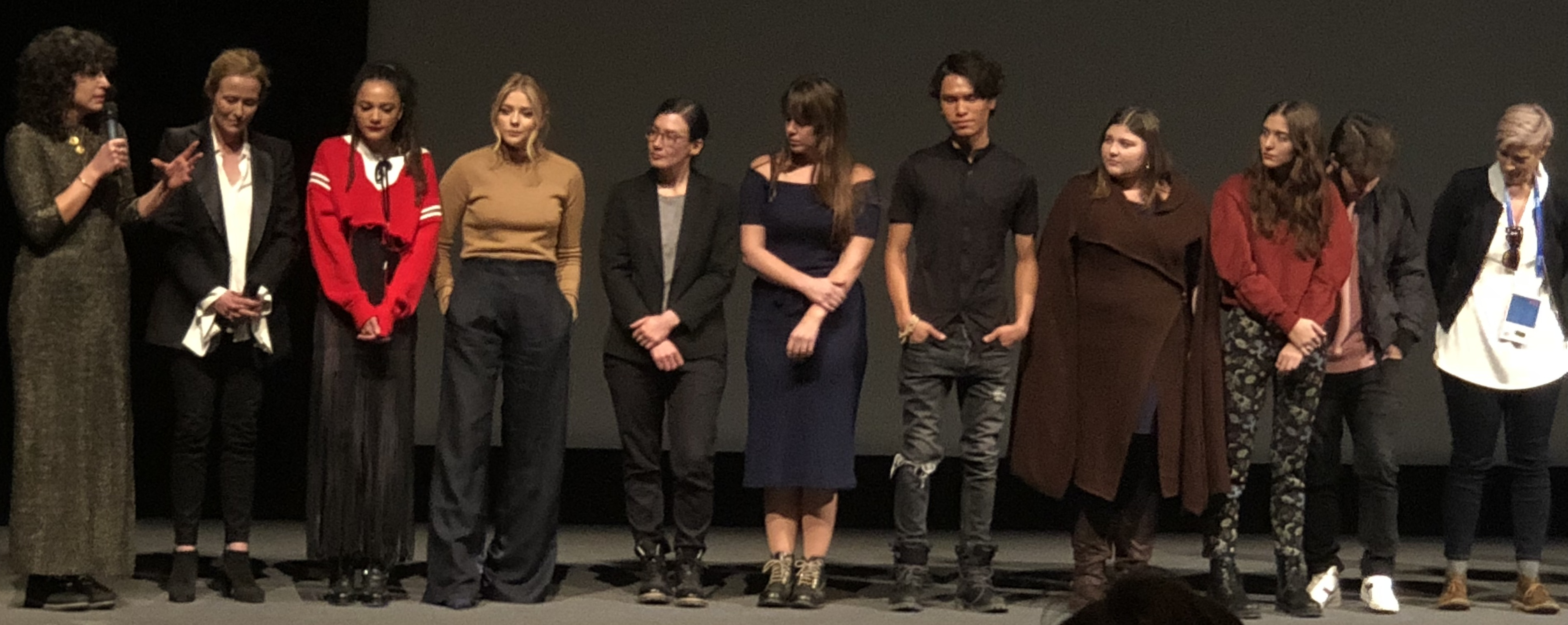
Obsada filmu na festiwalu Sundance (2018)

Złe wychowanie Cameron Post (ang. The Miseducation of Cameron Post) – amerykańsko-brytyjski film dramatyczny z 2018 roku w reżyserii Desiree Akhavan, powstały na podstawie powieści Emily M. Danforth. Wyprodukowany przez wytwórnie FilmRise i Vertigo Releasing. Główne role w filmie zagrali Chloë Grace Moretz, Sasha Lane i Forrest Goodluck.

## Fabuła
Akcja filmu rozgrywa się w Stanach Zjednoczonych na początku lat 90. XX wieku. Cameron Post (Chloë Grace Moretz) po śmierci rodziców mieszka z ciotką Ruth. Licealistka podkochuje się w Coley, koleżance z kółka biblijnego. W czasie balu szkolnego chłopak, który zaprosił Cameron na potańcówkę, nakrywa przyjaciółki w niedwuznacznej sytuacji na tylnym siedzeniu samochodu. Ruth wysyła siostrzenicę na chrześcijański obóz, by dzięki terapii konwersyjnej prowadzonej przez pastora i jego siostrę wyzbyła się „homoseksualnych skłonności”. Tam Cameron poznaje młodego geja Adama Czerwonego Orła i nastoletnią lesbijkę przedstawiającą się jako Jane Fonda (Sasha Lane). Te trzy wolne duchy wcale nie dadzą się łatwo ujarzmić.

## Obsada
- Chloë Grace Moretz jako Cameron Post
- Jennifer Ehle jako doktor Lydia March
- John Gallagher Jr. jako Wielebny Rick
- Sasha Lane jako Jane Fonda
- Forrest Goodluck jako Adam Czerwony Orzeł
- Emily Skeggs jako Erin
- Melanie Ehrlich jako Helen Showalter
- Owen Campbell jako Mark
- Quinn Shephard jako Coley Taylor
- Marin Ireland jako Bethany
- Kerry Butler jako Ruth Post

## Premiera
Premiera filmu odbyła się 22 stycznia 2018 podczas Sundance Film Festival. Siedem miesięcy później, 3 sierpnia, obraz trafił do kin na terenie Stanów Zjednoczonych oraz 7 września w Wielkiej Brytanii. W Polsce premiera filmu odbyła się 25 stycznia 2019.

## Odbiór

### Krytyka
Film Złe wychowanie Cameron Post spotkał się z pozytywną reakcją krytyków. W serwisie Rotten Tomatoes 86% ze stu sześćdziesięciu dwóch recenzji filmu jest pozytywne (średnia ocen wyniosła 7,5 na 10). Na portalu Metacritic średnia ocen z 36 recenzji wyniosła 69 punktów na 100.

### Nagrody i nominacje
| Rok  | Miejsce                | Nagroda             | Kategoria        | Odbiorcy i nominowani | Wynik   |
| ---- | ---------------------- | ------------------- | ---------------- | --------------------- | ------- |
| 2018 | Sundance Film Festival | Główna Nagroda Jury | Najlepszy dramat | Desiree Akhavan       | wygrana |